# Reuschbach (Niedermohr)
Reuschbach ist ein Ortsteil der Gemeinde Niedermohr im Landkreis Kaiserslautern in Rheinland-Pfalz. Bis 1969 war Reuschbach eine eigenständige Gemeinde.

## Geographie
Der Ortsteil liegt nordöstlich des Kernortes Niedermohr an der Einmündung der Kreisstraße K 11 in die K 6. Südwestlich verläuft die A 62.
Der durch den Ort fließende Reuschbach hat seine Quelle am westlichen Ortsrand. Südlich, am westlichen Rand der Gemeinde Steinwenden, liegt das Naturdenkmal Feuchtwiese im Sickental (siehe Liste der Naturdenkmale in Steinwenden).